# Kesarapenti, Hungund
Kesarapenti là một làng thuộc tehsil Hungund, huyện Bagalkot, bang Karnataka, Ấn Độ.